# تاتاری (سرده)
تاتاری (سرده) (نام علمی: Carduus) نام یک سرده از تیره کاسنیان است.